# Oksana Alexandrowna Potschepa

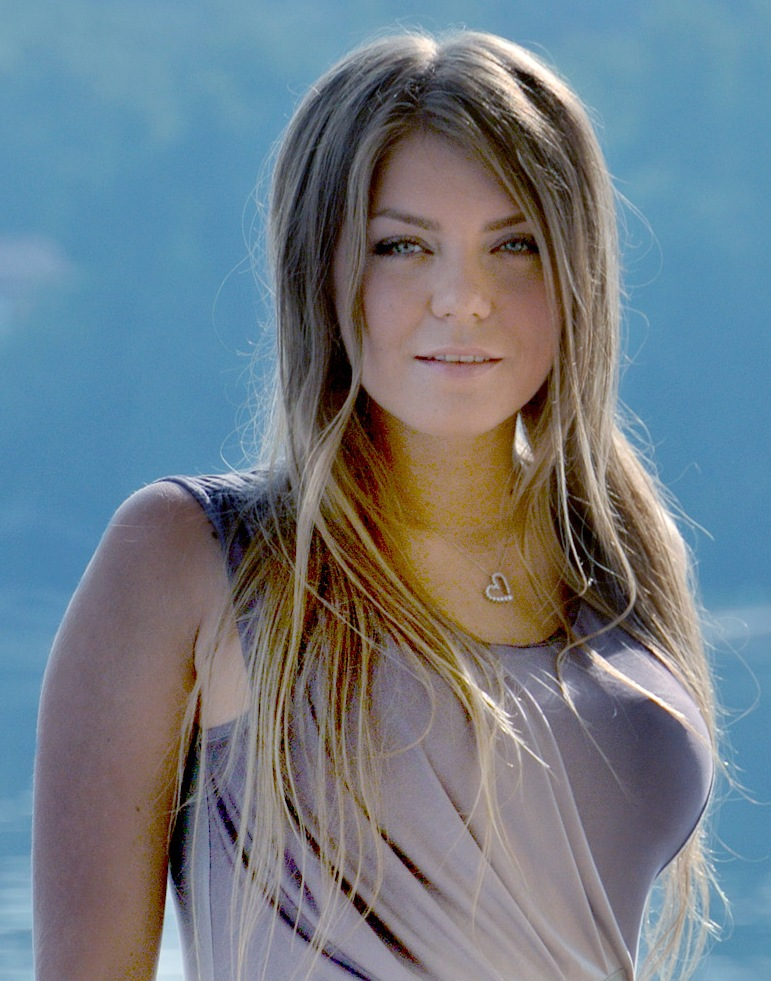
Oksana Alexandrowna Potschepa (2013)

Oksana Alexandrowna Potschepa (russisch Оксана Александровна Почепа; auch: Oksana Pochepa; * 20. Juli 1984 in Rostow am Don) ist eine russische Sängerin der Richtung Pop und Model. Sie tritt in der Regel als Solokünstlerin auf, war aber unter dem Pseudonym Akula Mitglied der Band Maloletk.

## Karriere
Potschepa wurde in der ehemaligen Sowjetunion in der Stadt Rostow am Don geboren. Mit 13 Jahren gelangte sie das erste Mal in die Charts in Russland. Danach sang sie in der Band Maloletk und konnte ebenfalls Charterfolge erzielen. 2001 brachte sie mit Kislotniy DJ ihr erstes Solo-Album heraus. Neben ihrer Solokarriere sang Potschepa auch mit anderen bekannten Sängern, überwiegend russische, wie Ruki wwerch. Mit ihm brachte sie den Song Paprashoo heraus. 
Neben ihrer Gesangskarriere erhielt sie auch Modelaufträge. So hatte sie 2007 ein Fotoshooting für Maxim.

## Alben
Beide Alben wurden von dem bekannten Label APC Records aufgenommen und vertrieben.
- Кислотный DJ (Kislotnyĭ DJ/Acid DJ)[4]
- Без любви (Bez lyubvi/Without love)[4]